# БПМ-97 «Вистрєл»
БПМ-97 «Ви́стрєл» (рос. БПМ-97 «Выстрел», боевая пограничная машина, КамАЗ-43269) — російський легкоброньований бронеавтомобіль. Може застосуватися у варіантах штабного, патрульного, санітарного, прикордонного або розвідувального автомобіля.

## Історія створення

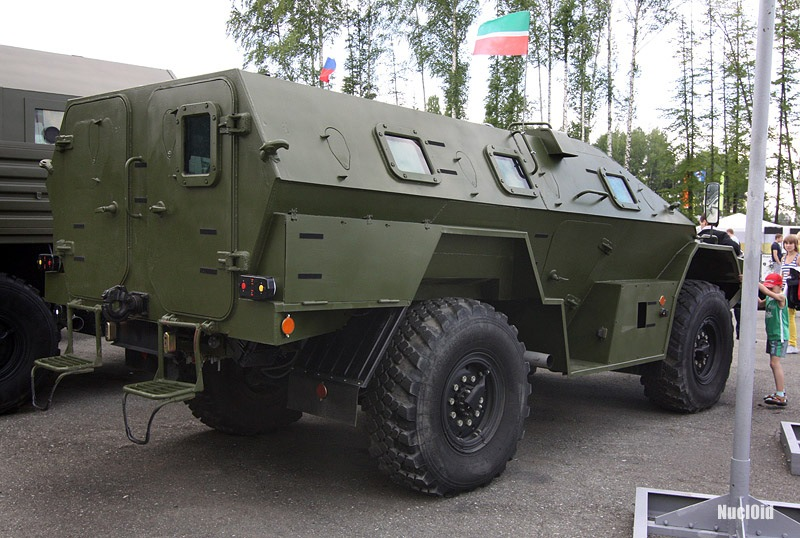
Вигляд справа-ззаду

Розробка почалася 1997 року в Науково-виробничому центрі «Спеціальне машинобудування» МГТУ ім. Н. Е. Баумана спільно з КамАЗом. Спочатку проект пропонувався всім силовим відомствам Росії. Першим серйозно звернув увагу на БПМ-97 керівник Федеральної прикордонної служби Андрій Ніколаєв. Бронеавтомобіль передбачався для часткової заміни (в гарячих точках та на небезпечних ділянках кордону) основного транспорту прикордонників — ГАЗ-66. Після дефолту 1998 року державне фінансування припинилося і роботи по проекту затягнулися.
1999 року вперше широкому загалу був представлений макетний зразок нової бойової машини.
Для компенсації витрат на розробку при малому обсязі держзамовлень машини були запропоновані громадянським компаніям. Бронеавтомобілі використовуються для перевезення вибухових сполук, грошей та інших цінних вантажів.
Після отримання 2005 року дозволу на експорт кілька машин було продано МВС Казахстану та Азербайджану. В процесі експлуатації у машин було виявлено ряд достатньо серйозних дефектів, що послужили приводом відмови від покупки вже виробленої партії машин (обрив кардана, поломка ресор, у декількох машин — тріщини в бронелистах). Внаслідок 2008 року міністерство оборони вирішило викупити дану партію броньовиків.
2009 року кілька машин БПМ-97 взяли участь у навчаннях «Захід-2009».
«Постріл» збирається на заводі ЗАТ «Ремдизель» в Набережних Челнах. На броньований кузов виробництва ВАТ «Курганмашзавод» встановлюються вузли та агрегати КамАЗ-4326 4×4. Станом на березень 2013 випущено близько 150 одиниць. Велика їх частина перебуває в експлуатації.

## Конструкція

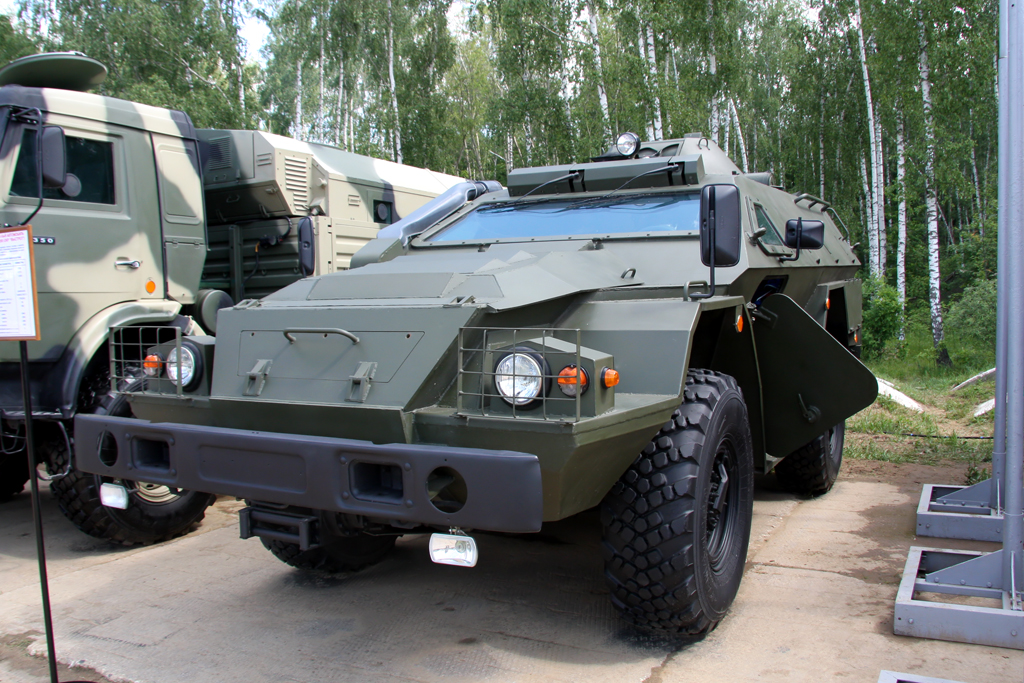
Модернізований КамАЗ-43269 на демонстраційному показі в Бронниця

Конструктивно БПМ-97 являє собою повнопривідний бронеавтомобіль з несучим зварним корпусом від Курганмашзавод. Автомобіль розділений на моторний відсік та відділення для екіпажу та десанту. На корпусі знаходяться бічні та задні кормові двері, люки для десанту і люки для механіка та старшого по автомобілю. При створенні автомобіля використовувалися вузли й агрегати серійного автомобіля КамАЗ-4326. Застосування уніфікованих серійних вузлів та агрегатів дозволило спростити процеси виробництва та ремонту автомобіля, знизити вартість автомобіля, забезпечити технічний огляд та ремонт як для інших серійних автомобілів і шасі виробництва КамАЗу. Пробіг до капітального ремонту склав 270 тис. кілометрів.
На БПМ-97 встановлені два 125-літрових захищених баки і додатковий 20-літровий бак в броньованому корпусі. Автомобіль оснащений автономним нагрівачем, що дозволяє підтримувати робочу температуру у відділенні для екіпажу та десанту незалежно від роботи двигуна. Також на автомобілі встановлена фільтровентиляційна установка.

## Захист та озброєння
Бронювання протикульове. Верхня частина корпусу витримує постріли з 12,7-мм кулемета «Утьос» з дистанції 300 м, нижня частина та корма — з 7,62-мм снайперської гвинтівки СВД з дистанції 30 м; днище також броньоване. Озброєння монтується в обертовій вежі. Можлива установка 14,5-мм кулемета КПВТ або 12,7-мм кулемета «Корд», 30-мм гранатомета АГС-17, протитанкового ракетного комплексу.

## Модифікації
- БПМ-97 — модифікація для прикордонних військ.
- КамАЗ-43269 «Дозор» — модифікація в БРМ для сухопутних військ.
- Модернізований КамАЗ-43269 «Постріл» — модернізований бронеавтомобіль зі зміненим лобовим склом, склоочисниками, перенесеним повітрозабірником та встановленою системою очищення повітря.[5]

### Модифікації 6х6

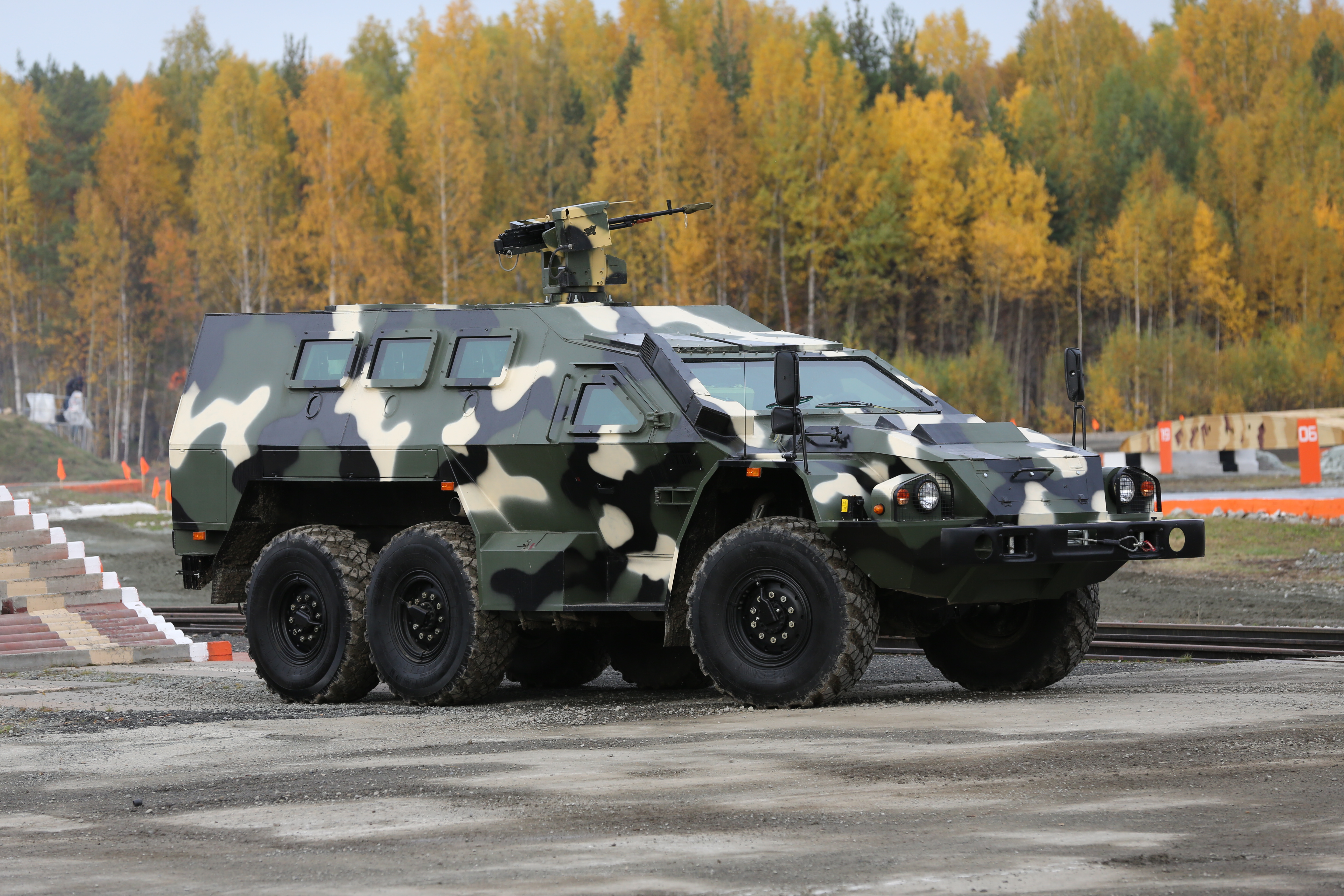
СБА-60-К2 «Булат» (6×6)

В 2008 році КамАЗ планував окрім двохвісного броньовика «Постріл» створити аналогічні трьох-і чотиривісні машини, розраховані на 13 і 18 бійців відповідно.
В 2009 році на форумі сайту radikal.ru була опублікована схема 3-х і 4-х вісних броньовиків аналогічної конструкції, а пізніше з'явилися і фотографії тривісного броньовика, імовірно званого «Виріб 69501».
В 2010 році ВАТ «Краснодарський приладовий завод „Каскад“» на виставці МВСВ-2010 анонсував машину 15М107 на базі КамАЗ-43269 «Постріл», призначену для дистанційного пошуку та знешкодження мінно-вибухових загороджень, що мають у своєму складі електронні схеми управління.

### СБА-60-К2 «Булат»
В 2011 році ЗАТ Корпорація «Защіта» представила спеціальний броньований автомобіль СБА-60-К2 «Булат» (6×6) з використанням вузлів і агрегатів серійної вантажівки КамАЗ-5350 «Мустанг» і броньовика КАМАЗ-43269 «Постріл».
На шасі СБА-60-К2 «Булат» створений автомобіль дистанційного розмінування «Листва» (рос. Машина дистанционного разминирования, МДР «Листва»). Створена для супроводу колон мобільних ракетних комплексів РС-24 «Ярс».
МДР «Листва», як заявляють її розробники, оснащена радаром і блоком надвисокочастотного випромінювання (НВЧ). Радар виявляє приховані міни та фугаси на відстані до 100 м в секторі 30 градусів. Установка НВЧ потужними електромагнітними імпульсами спалює детонатори з електронними датчиками цілі. Радіокеровані вибухові пристрої можуть бути знищені за рахунок імітації відомих радіосигналів.

## Бойове застосування

### Російсько-українська війна

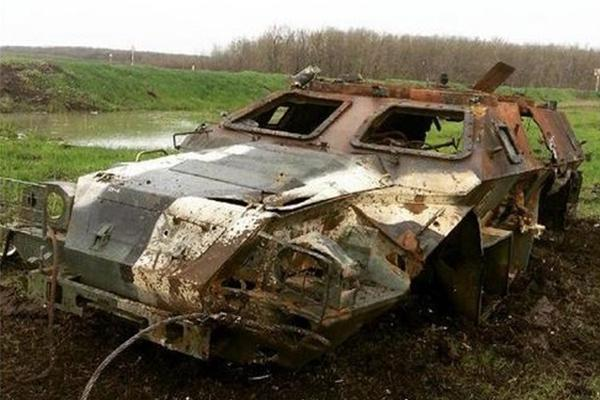
Бронеавтомобіль КамАЗ-43269 «Постріл» знищений в 2015 році у Луганській області

30 грудня 2014 підконтрольний терористичній організації «Луганська народна республіка» телеканал «News Front» оприлюднив відео навчань бойовиків із використанням камазів «Выстрел» Наступного дня це відео було опубліковане російським телеканалом «Вести». На думку активістів ресурсу InformNapalm, відеофіксація використання луганськими терористами камазів «Выстрел» є ще одним вагомим доказом участі Російської федерації у війні на сході Україні.
В червні 2014 року бойовики втратили один КамАЗ-43269 «Постріл», який був повністю знищений військовослужбовцями української армії. На початку липня 2015 року українські солдати знищили ще один КамАЗ-43269 «Постріл» бойовиків. Всього українські війська знищили 4 одиниці бронеавтомобілів. (за іншими даними — дві).
На основі спогадів українських військових та наявних відкритих даних волонтери групи ІнформНапалм встановили, що російські окупаційні війська застосували та втратили два КамАЗ-43269 «Дозор» (модифікація для сухопутних військ) під час невдалого штурму опорного пункту «Валера» (висота 307,4) під Санжарівкою, Донецька область 28 січня 2015 року. Цей бій є складовою боїв за Дебальцеве. Російські загарбники втратили в цьому бою 11 громадян РФ зі складу ПВК «Вагнера», 2 танки, 2 вантажівки Урал, 2 МТ-ЛБ, обидва «Дозора».
18 і 25 лютого 2015 року «вагнерівці» втратили ще 2 автомобілі «Дозор» під Вергулівкою Луганської області.
В жовтні 2022 року та лютому 2023 року українським військовим вдалось захопити БПМ-97 у ззовні справному стані.

### Інтервенція Росії в Сирію
БПМ-97 були помічені неподалік Пальміри напередодні захоплення міста проассадівською коаліцією (березень 2016 року). Показана в репортажі російського «Першого каналу» машина була в конфігурації розвідувально-патрульної машини (РПМ).
Вже в грудні того ж (2016) року бойовики ІДІЛ в ході контрнаступу спромоглись вибити російських-асадівських військових з бази неподалік Пальміри. Серед захоплених трофеїв (30 танків, 6 БМП/БТР, гармати, стрілецька зброя, боєприпаси до неї, тощо) був і щонайменше один КамАЗ-43269 «Вистрєл».

## Зображення

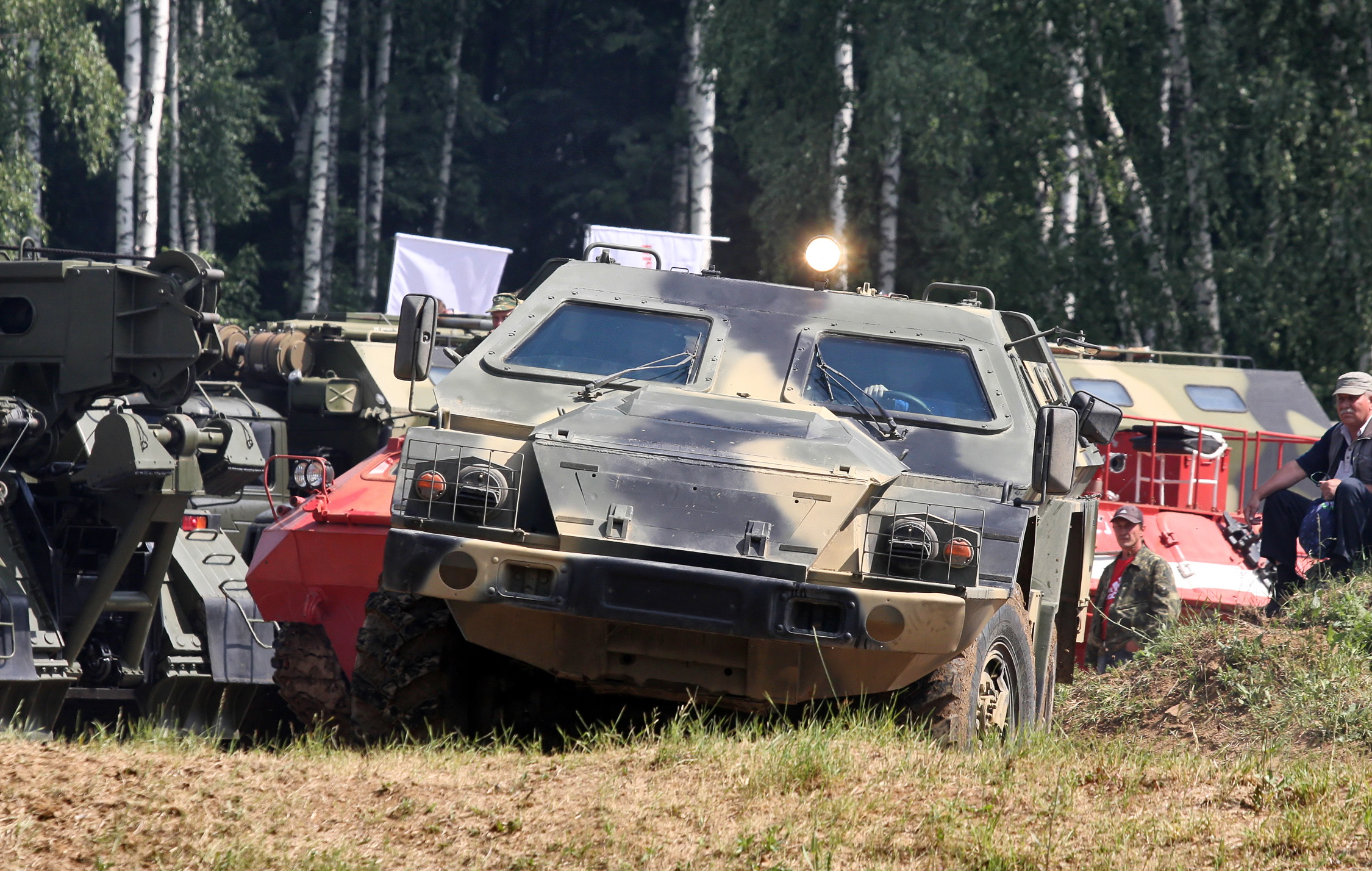
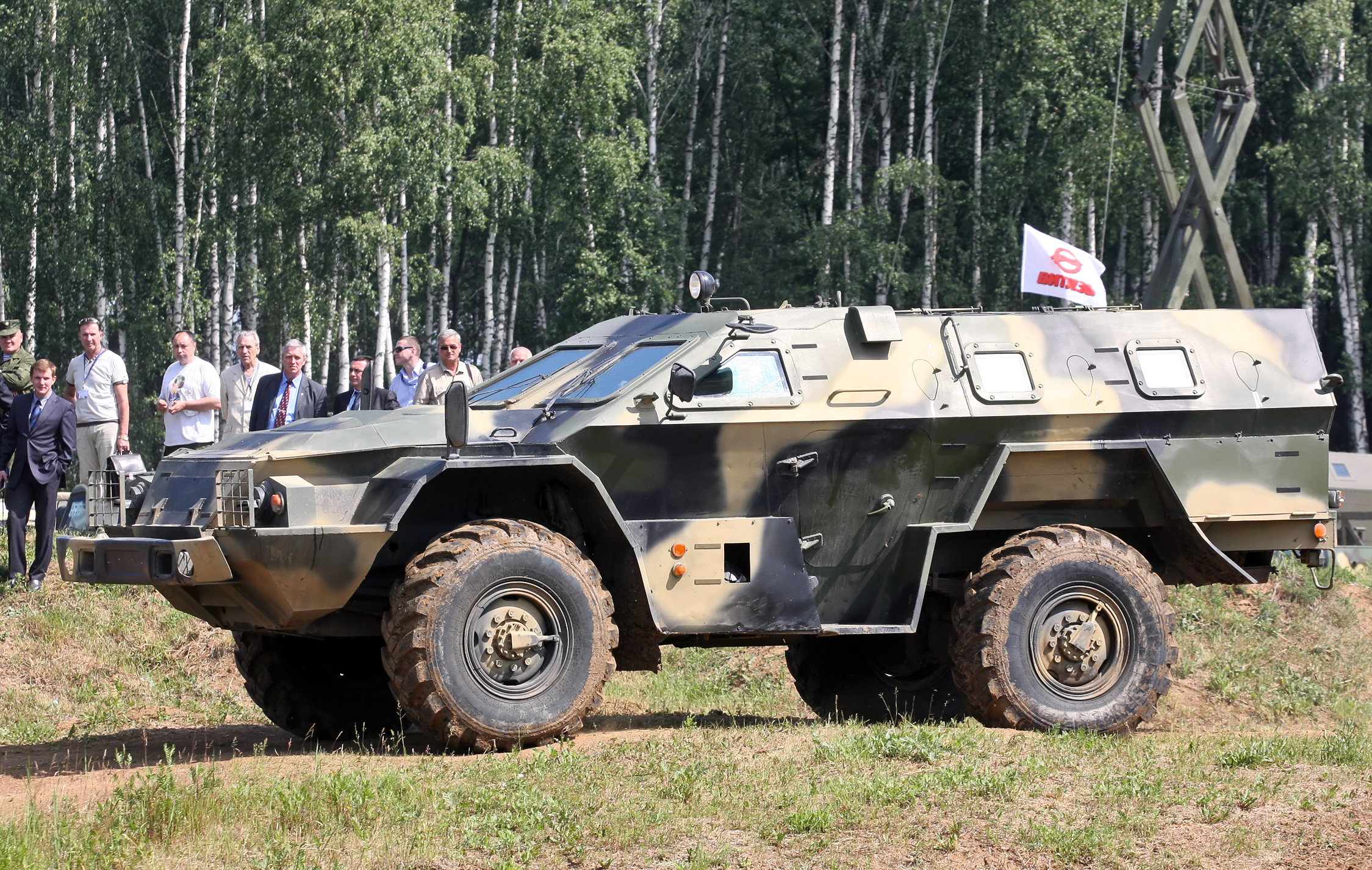
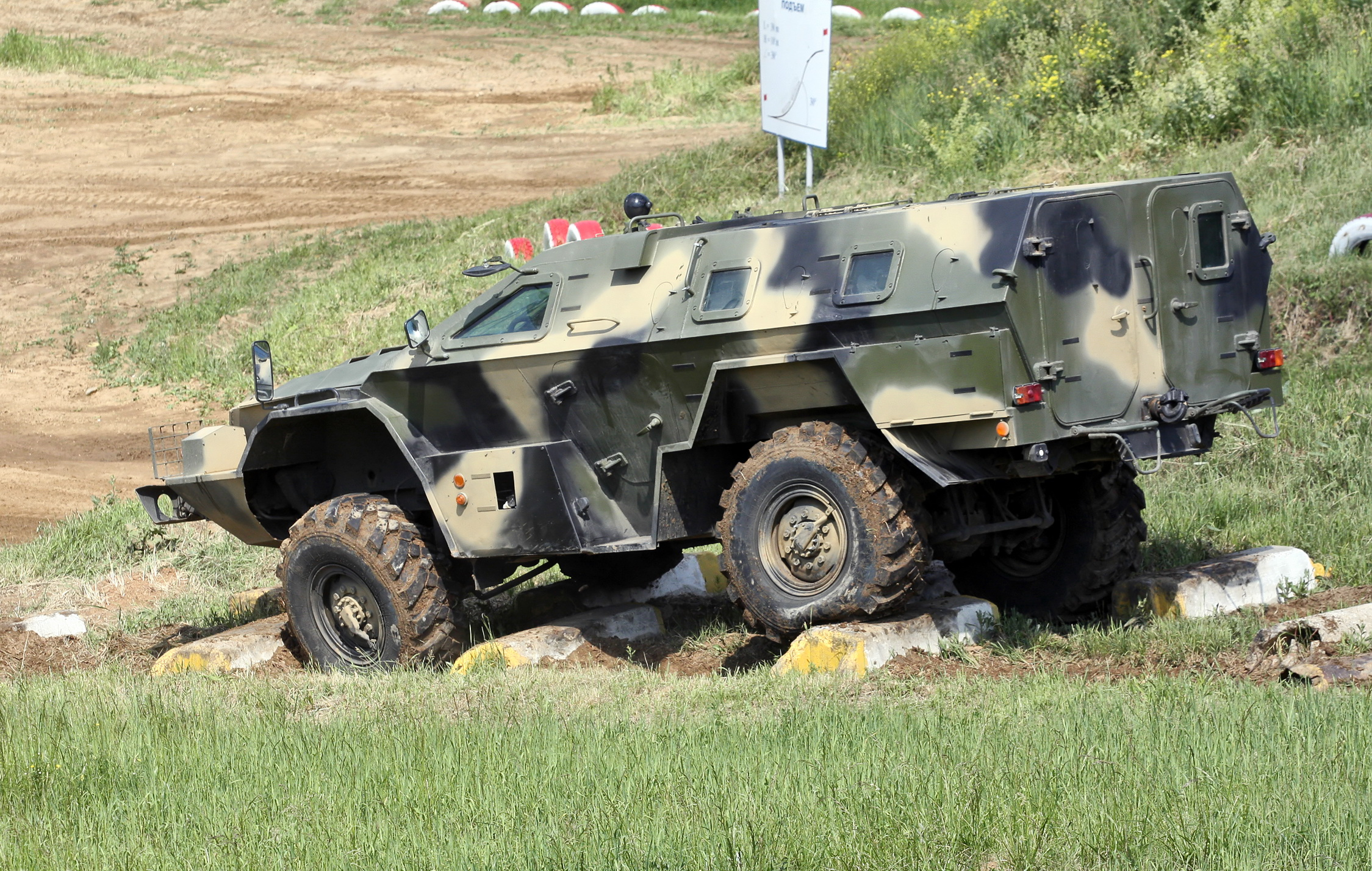
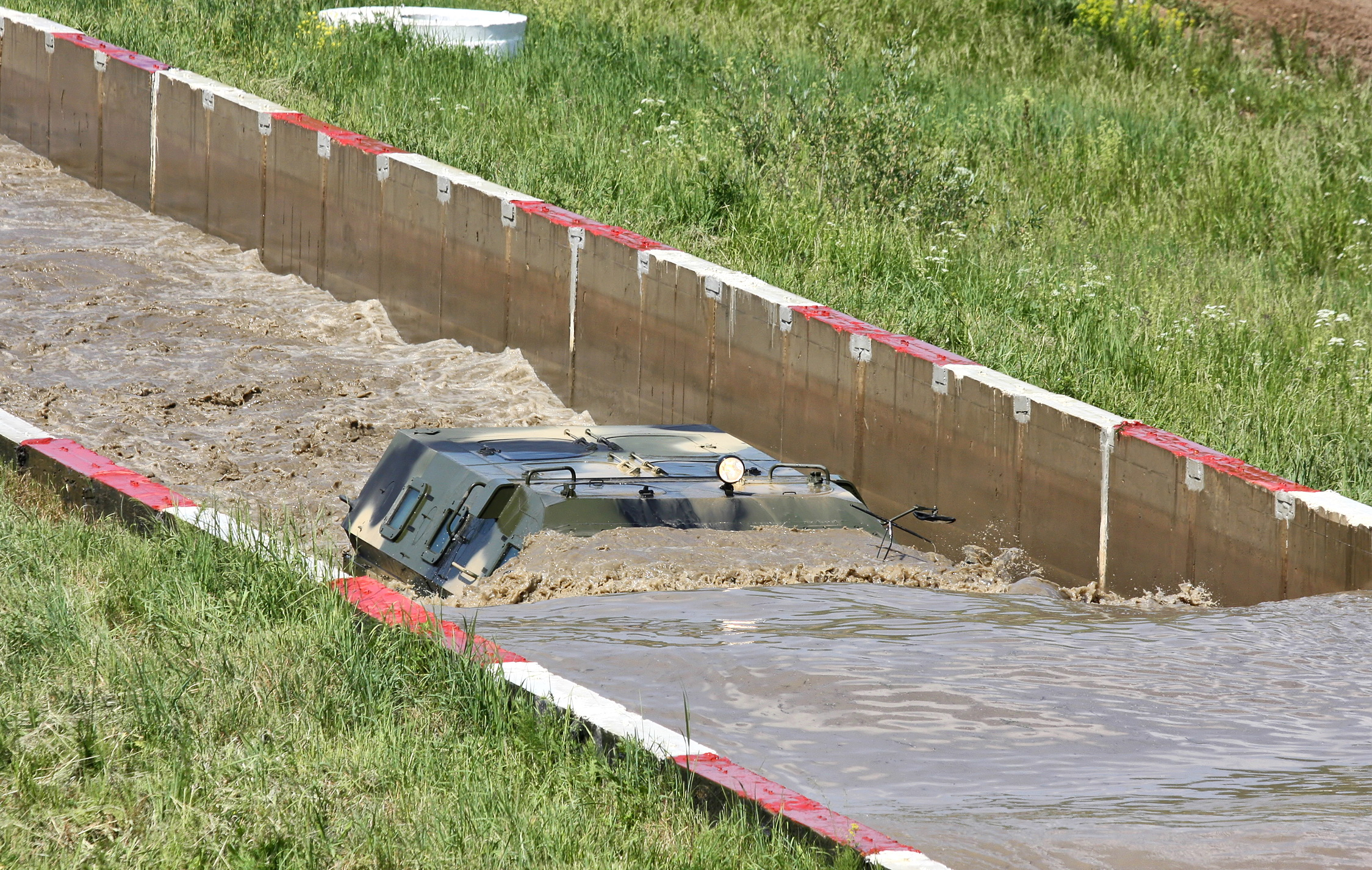
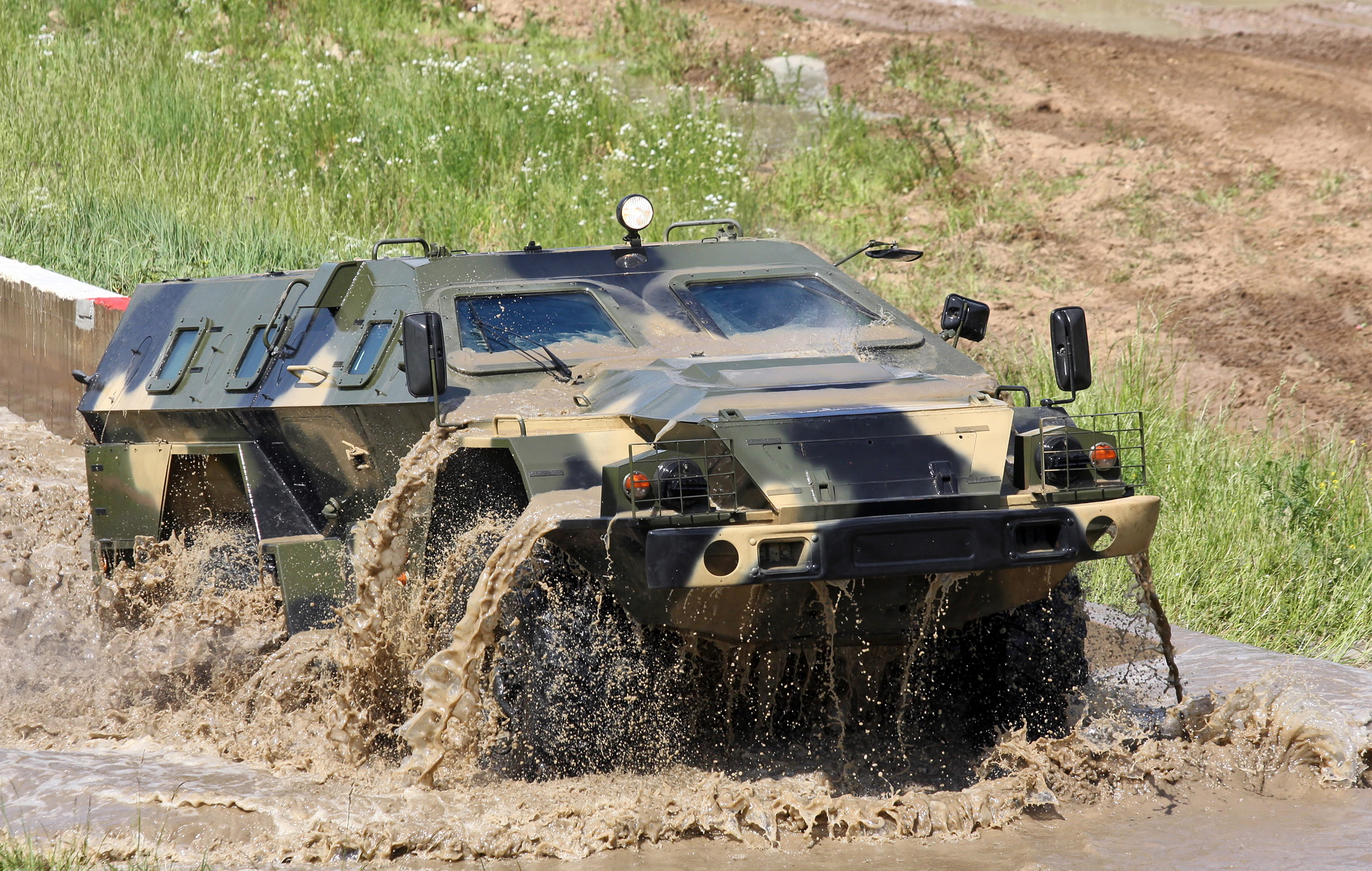

## Оператори

### Дійсні
- Росія — перебуває на озброєнні в російській армії, використовувалися у тому числі під час війни на Сході України.
- Україна — 3 одиниці захоплені під час повномасштабного вторгнення Росії в Україну.

### Потенційні
- Казахстан — в 2005 році планувалася покупка КАМАЗ-43269 «Постріл», однак через дефекти бронеавтомобілів уряд відмовився від покупки.
- Азербайджан — так як і Казахстан, уряд Азербайджану відмовився від покупки бронеавтомобілів.[17]